# Yasang Chökyi Mönlam
Yasang Chökyi Mönlam (tib. g.ya' bzang chos kyi smon lam; geb. 1169; gest. 1233) gilt neben seinem Lehrer Kelden Yeshe Sengge († 1207) als Gründer der Yasang-Kagyü-Schule (tib.: g.ya' bzang bka' brgyud), einer der sogenannten „acht kleineren Schulen“ der Kagyü-Tradition des tibetischen Buddhismus (Vajrayana). Das 1206 von ihm gegründete Yasang-Kloster in Yartö (yar stod; der Region des oberen Yarlung im südlichen Zentraltibet), im heutigen Kreis Nêdong (Nedong) von Shannan (Lhoka), ist das Gründungskloster dieser Tradition.